# (35583) 1998 HX45
1998 HX45 (asteroide 35583) é um asteroide da cintura principal. Possui uma excentricidade de 0.10631610 e uma inclinação de 2.58579º.
Este asteroide foi descoberto no dia 20 de abril de 1998 por LINEAR em Socorro.